# Foraminifera
I foraminiferi (Foraminifera d'Orbigny, 1828) sono protozoi ameboidi eucarioti eterotrofi marini, sia bentonici sia planctonici. Abitano tutti gli ambienti marini dall'intertidale al batiale. Alcune specie sono note anche in ambiente di acqua dolce o salmastra, e sono anche state identificate specie terrestri attraverso l'analisi molecolare di piccole sub-unità di DNA ribosomiale.
Comparvero già prima del Cambriano e successivamente (durante tutto il Fanerozoico) invasero tutto l'ambiente marino, adattandosi a molti modi di vita.

La loro cellula è protetta e rivestita esternamente da un guscio, spesso mineralizzato, che può raggiungere dimensioni eccezionali per un organismo unicellulare (fino a 11–14 cm di diametro). La presenza di parti mineralizzate consente ai gusci dei foraminiferi di fossilizzare con relativa facilità nelle rocce sedimentarie di origine marina.

## Classificazione e tassonomia
La posizione tassonomica dei Foraminifera è cambiata dal tempo del riconoscimento come protozoi (protisti) da parte di Schultze nel 1854, allora considerati un ordine, i Foraminiferida. Alfred Loeblich e Helen Tappan Loeblich (1992) riclassificarono i Foraminifera come una classe, posizione che è oggi comunemente accettata.
I Foraminifera sono stati inclusi nei Protozoa, o nel simile regno dei Protoctista o Protista. Vi è tuttavia una stringente evidenza, basata principalmente sulla filogenesi molecolare, per una loro appartenenza a un più vasto gruppo all'interno dei Protozoa noto come Rhizaria. Prima del riconoscimento delle relazioni evoluzionarie tra i membri dei Rhizaria, i Foraminifera erano generalmente raggruppati assieme ad altri ameboidi come phylum Rhizopodea (o Sarcodina) nella classe Granuloreticulosa.
I Rhizaria sono a volte considerati un "supergruppo", piuttosto che una categoria tassonomica come un phylum. Cavalier-Smith definisce i Rhizaria come un infraregno all'interno dei Protozoa.
Alcune tassonomie mettono i Foraminifera in un phylum a sé stante, posizionandoli assieme agli ameboidi Sarcodina.
Quantunque non ancora confermati da correlazioni morfologiche, i dati molecolari suggeriscono fortemente che i Foraminifera siano strettamente correlati ai Cercozoa e ai Radiolaria, entrambi comprendenti forme ameboidi con gusci complessi; questi tre gruppi costituiscono i Rhizaria. Tuttavia l'esatta correlazione tra i Foraminifera e gli altri gruppi e tra loro stessi non è ancora del tutto chiarita.

### Classificazione alternativa[12][13]
- Dominio: Eukaryota
- Regno: Chromista
- Sottoregno: Harosa
- Infraregno: Rhizaria
- Phylum: Foraminifera (sinonimo: Foraminiferida)

Classi:
- Foraminifera incertae sedis (tra cui l'ordine Fusulinida)
- Globothalamea (tra cui la sottoclasse Textulariia e l'ordine Rotaliida, in cui si trovano Globigerina e Nummulites)
- Monothalamea
- Tubothalamea (tra cui l'ordine Miliolida)

## Foraminifera viventi
I foraminiferi moderni sono essenzialmente organismi marini, ma si incontrano alcuni individui anche in acque dolci o salmastre e addirittura in ambiente terrestre. La maggioranza delle specie sono bentoniche, ma vi sono anche una quarantina di morfospecie planctoniche. Questo conteggio potrebbe anche rappresentare solo una frazione dell'effettiva biodiversità perché molte delle specie geneticamente diverse possono anche essere morfologicamente indistinguibili.
Alcuni foraminiferi hanno come endosimbionti delle alghe unicellulari, che possono essere alghe verdi, alghe rosse, alghe dorate, diatomee e dinoflagellati. Alcuni foraminiferi sono cleptoplastici e trattengono i cloroplasti ingeriti dalle alghe per effettuare la fotosintesi.

## Habitat

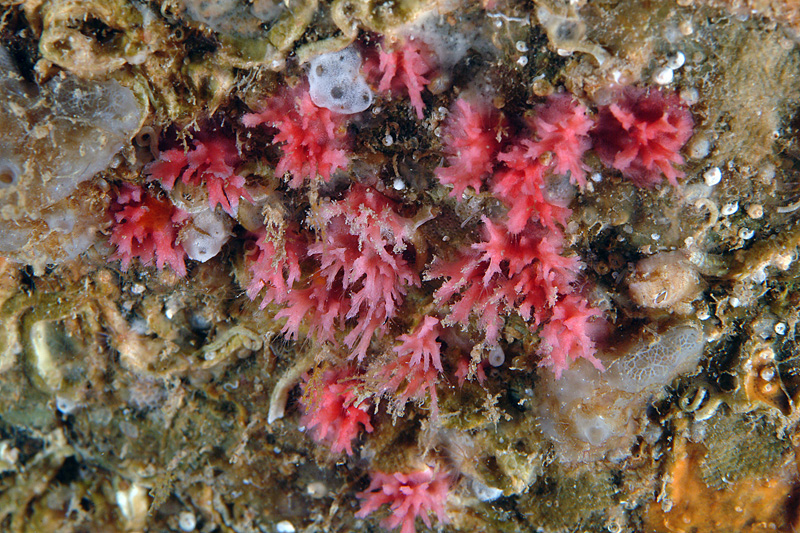
Miniacina miniacea, un foraminifero bentonico, in posizione di vita.

I foraminiferi si possono suddividere a seconda dell'ambiente di vita in:
- foraminiferi planctonici → dimensioni mediamente intorno ai 100-500 micrometri (fino a dimensioni intorno a 1 millimetro per le forme più sviluppate).
- foraminiferi bentonici → dimensioni che possono variare mediamente dai 100 micrometri ad oltre 1 millimetro (fino a dimensioni centimetriche per le forme più sviluppate).

Tra le forme bentoniche abbiamo un'ulteriore suddivisione:
- epifaunali (o epibionti): viventi sopra l'interfaccia acqua-sedimento; a loro volta possono essere:
  - sessili (immobili);
  - vagili (mobili), attraverso l'uso di pseudopodi (estensioni temporanee del citoplasma);
- infaunali (o endobionti): viventi entro il substrato, al di sotto o al limite dell'interfaccia acqua-sedimento.

I foraminiferi hanno attualmente ampia diffusione negli oceani, con taxa viventi nelle più diverse condizioni ambientali (temperatura, profondità, tipo di fondale ecc.). In alcune aree geografiche ed intervalli geologici, i loro gusci si sono accumulati in quantità tale da formare imponenti spessori di rocce, assumendo importanza litogenetica. Anche attualmente, i sedimenti che si depongono in molte aree oceaniche sono formati da gusci di foraminiferi, associati a nannofossili calcarei e/o radiolari; in questo caso spesso vengono indicati come "fanghi a globigerine". 

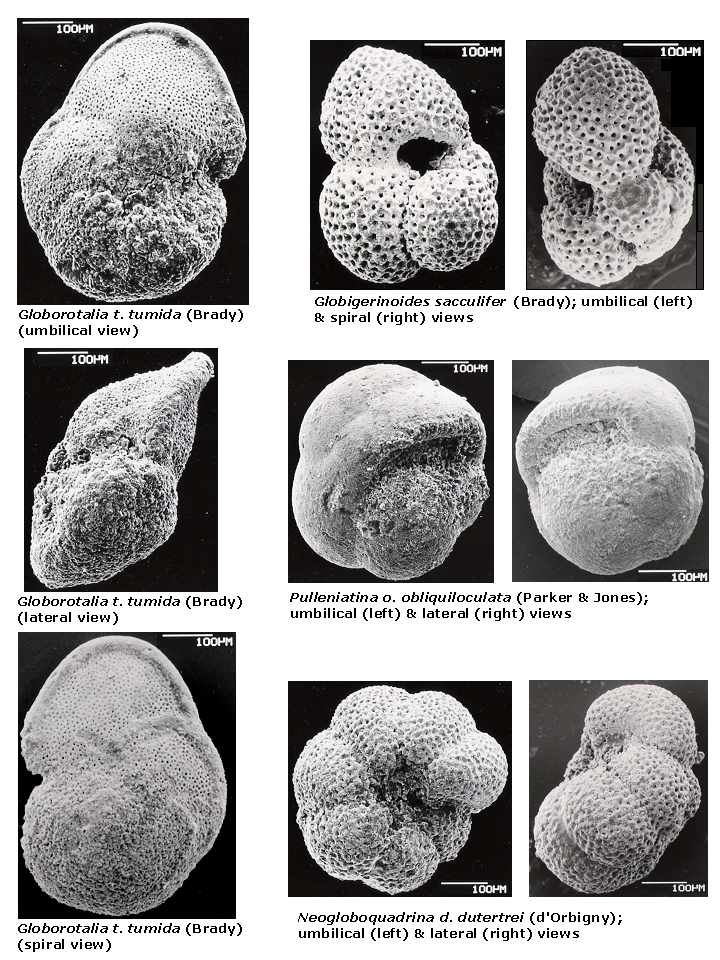
Alcuni esempi di foraminiferi planctonici dal Pliocene Superiore (Baja California, Messico). Fotografie al microscopio elettronico (scala in micrometri). Sono visibili caratteri molto differenziati, corrispondenti a molteplici varietà di adattamento. Notare in particolare la presenza di una carena periferica, tipica del genere Globorotalia, le aperture sul lato spirale caratteristiche del genere Globigerinoides, la parete fortemente ispessita e liscia (cortex) tipica di Pulleniatina, e l'apertura ampia e provvista di flange di Neogloboquadrina.

Gli studi ecologici hanno dimostrato inoltre anche l'importante ruolo dei foraminiferi negli ecosistemi marini, come parte della meiofauna e come una consistente fonte di cibo per molti altri organismi. Per questi motivi, ed in particolare per il loro ampio record fossile e l'importanza litogenetica, rappresentano uno dei gruppi di microfossili con le più ampie applicazioni agli studi geologici.

## Applicazioni in biologia e geologia
Le analisi biostratigrafiche si avvalgono, in sedimenti formatisi in acque marine poco profonde, di biozone basate sui grandi foraminiferi bentonici, quali le Fusuline per il Carbonifero e Permiano, Orbitoline per il Cretaceo, Alveoline ed Orbitoidi per il Cretaceo e Paleogene, Nummulitidi per il Paleogene. In sedimenti pelagici, dal Cretaceo fino al Pleistocene, vengono utilizzate biozonazioni estremamente dettagliate basate sui foraminiferi planctonici.
Altri esempi di applicazioni dei foraminiferi sono lo studio delle variazioni climatiche, utilizzando le oscillazioni nelle frequenze di specie di acque calde o fredde, la stima delle paleotemperature, basata su analisi isotopiche dei gusci, le ricostruzioni del percorso e dell'intensità delle paleocorrenti, le ipotesi sulla profondità di sedimentazione delle rocce, basate sulle associazioni bentoniche tipiche di differenti zone batimetriche. Inoltre, nella calcite (CaCO3) del guscio dei foraminiferi sono "intrappolati" gli isotopi dell'ossigeno nella proporzione presente negli oceani in un determinato momento: è quindi possibile analizzando la composizione isotopica dei gusci dei microfossili di foraminiferi risalire alla proporzione originale di questi isotopi nelle acque marine al tempo della deposizione del sedimento che contiene i fossili; studi geologici mostrano come una elevata presenza dell'isotopo 18O negli oceani sia indicazione di periodi di glaciazione, poiché nei ghiacci polari si trova preferenzialmente l'isotopo più leggero. Datando i sedimenti contenenti i foraminiferi dal punto di vista biostratigrafico e cronostratigrafico, risulta quindi possibile ricostruire la temperatura degli oceani nel passato ed evidenziare variazioni climatiche.
La concentrazione di elementi traccia come stronzio (Sr), magnesio (Mg), litio (Li) e boro (B), forniscono informazioni preziose sui cicli della temperatura globale, sulle variazioni climatiche e sul ruolo degli oceani nel ciclo globale del carbonio, collegato a variazioni dei parametri orbitali terrestri (cicli di Milanković).
Fra le applicazioni più recenti, che escono dal campo prettamente micropaleontologico, vi è l'uso dei foraminiferi per studi su ambienti attuali (aree marine protette, aree inquinate o in risanamento ecc.), in cui alcune specie bentoniche, molto sensibili alle variazioni di temperatura, quantità di nutrienti, ossigenazione ecc., possono dare rapide informazioni sullo stato di "salute" dell'ambiente.

## Galleria d'immagini

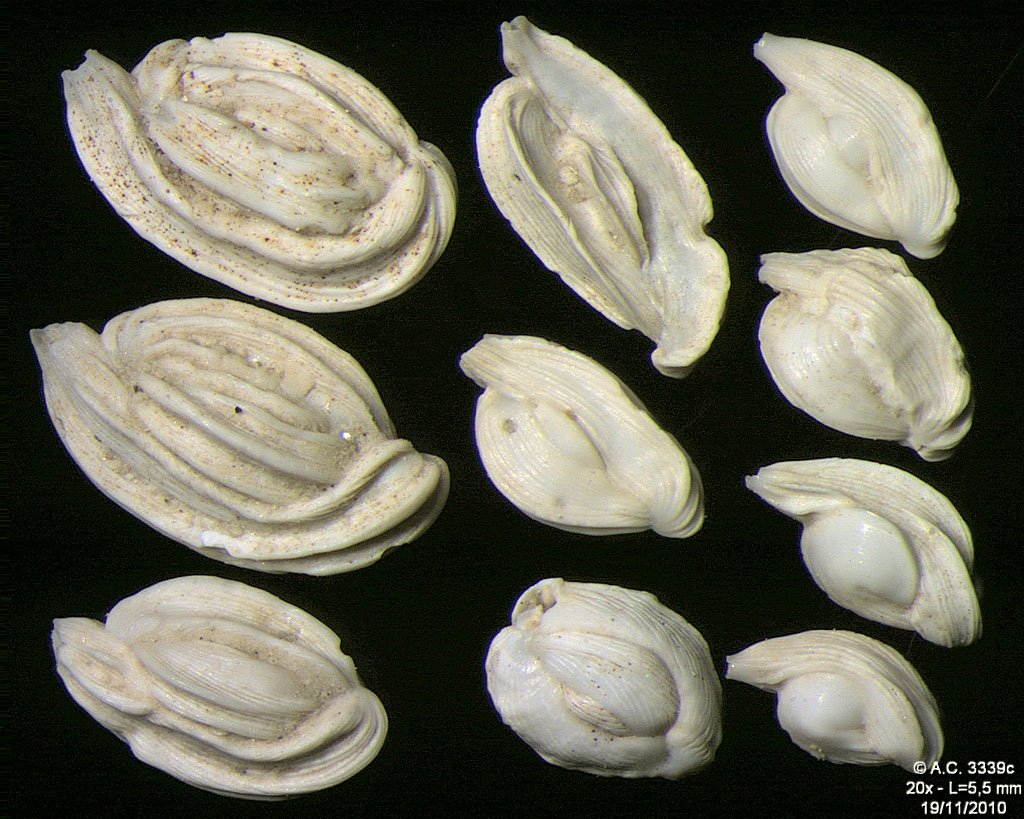
Foraminifera dell'isola di Pago in Croazia; profondità -60 m, ampiezza campo immagine = 5,5 mm
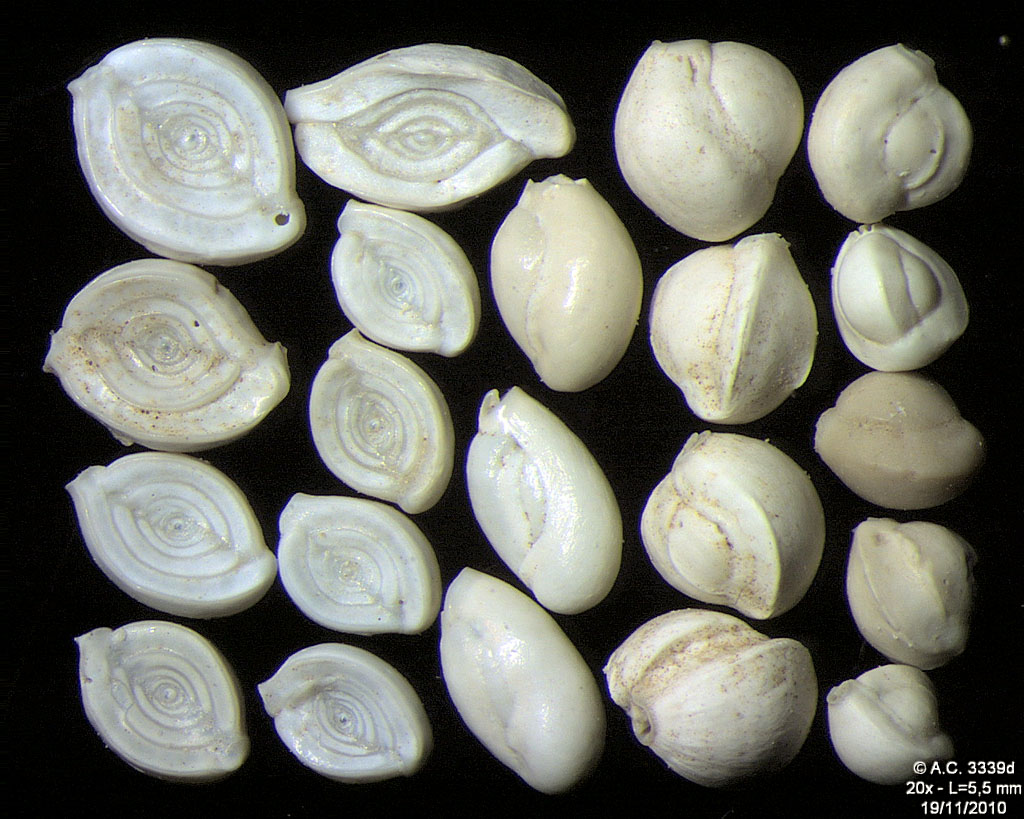
Foraminifera dell'isola di Pago in Croazia; profondità -60 m, ampiezza campo immagine = 5,5 mm
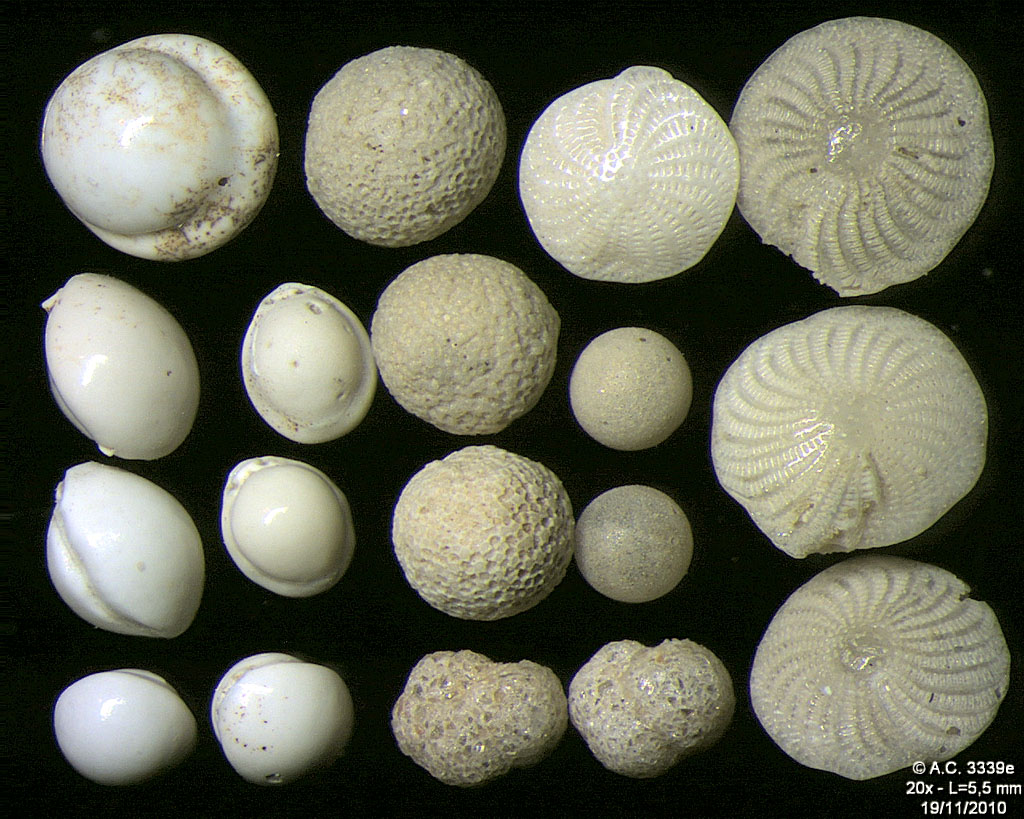
Foraminifera dell'isola di Pago in Croazia; profondità -60 m, ampiezza campo immagine = 5,5 mm
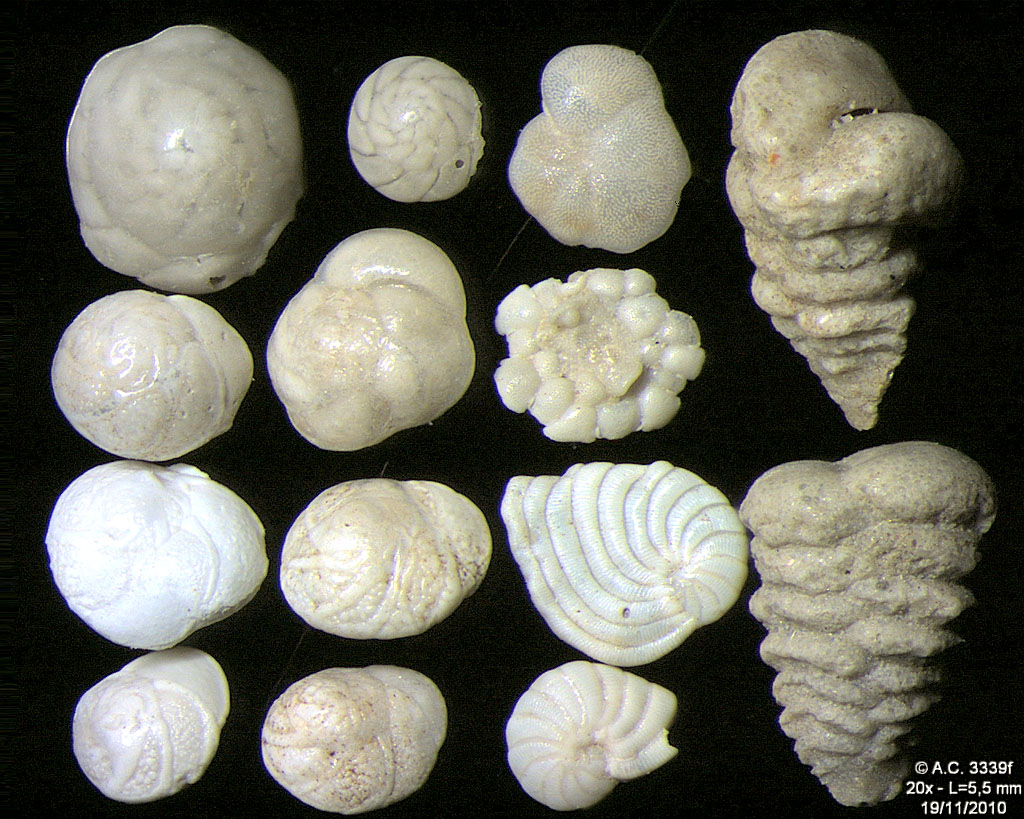
Foraminifera dell'isola di Pago in Croazia; profondità -60 m, ampiezza campo immagine = 5,5 mm
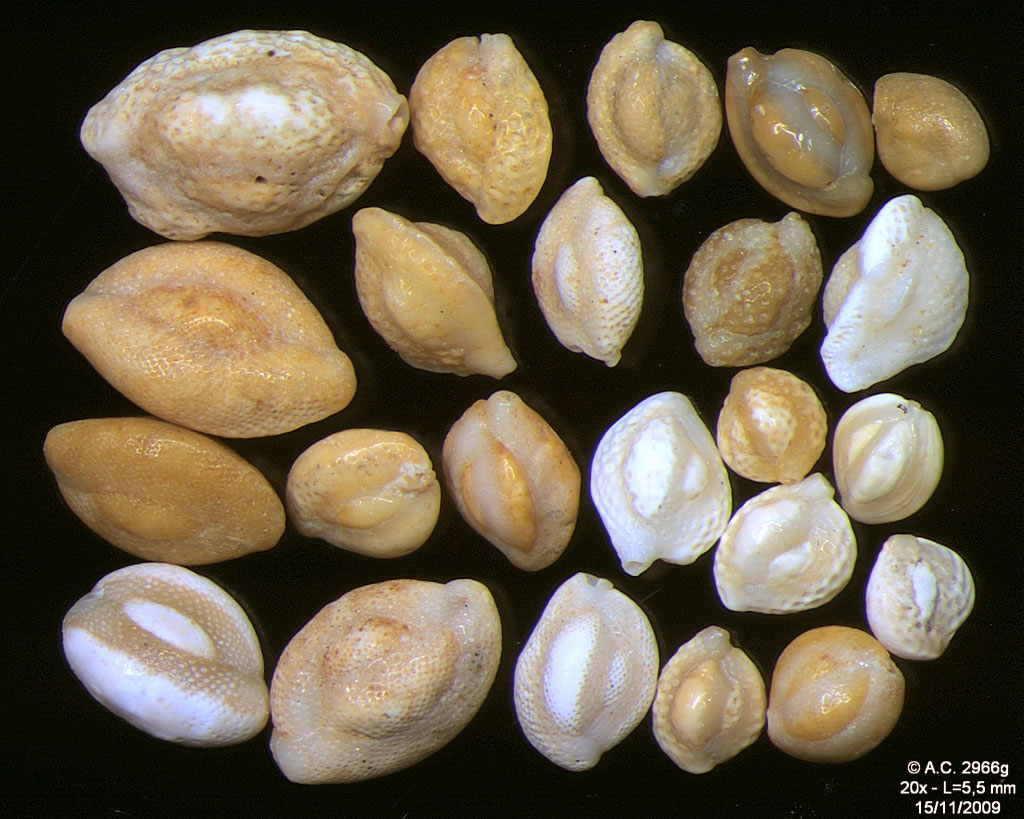
Foraminifera dell'Oceano Indiano, costa sud-est dell'isola di Bali, ampiezza campo immagine = 5,5 mm
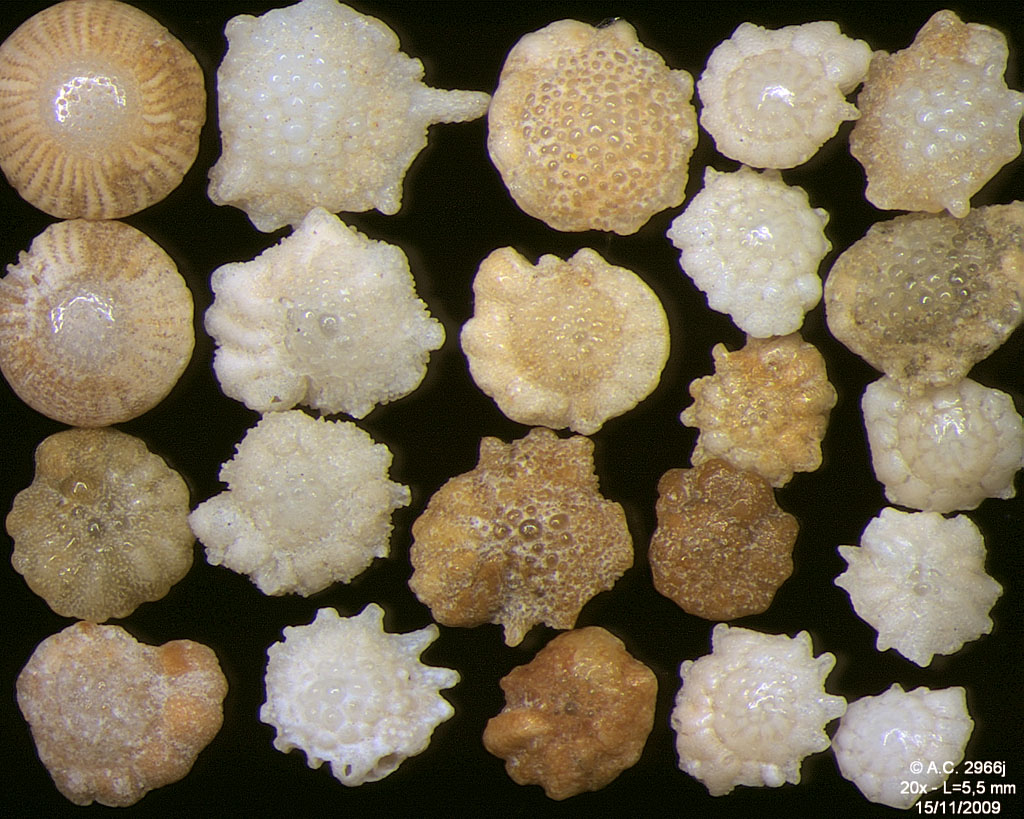
Foraminifera dell'Oceano Indiano, costa sud-est dell'isola di Bali, ampiezza campo immagine = 5,5 mm
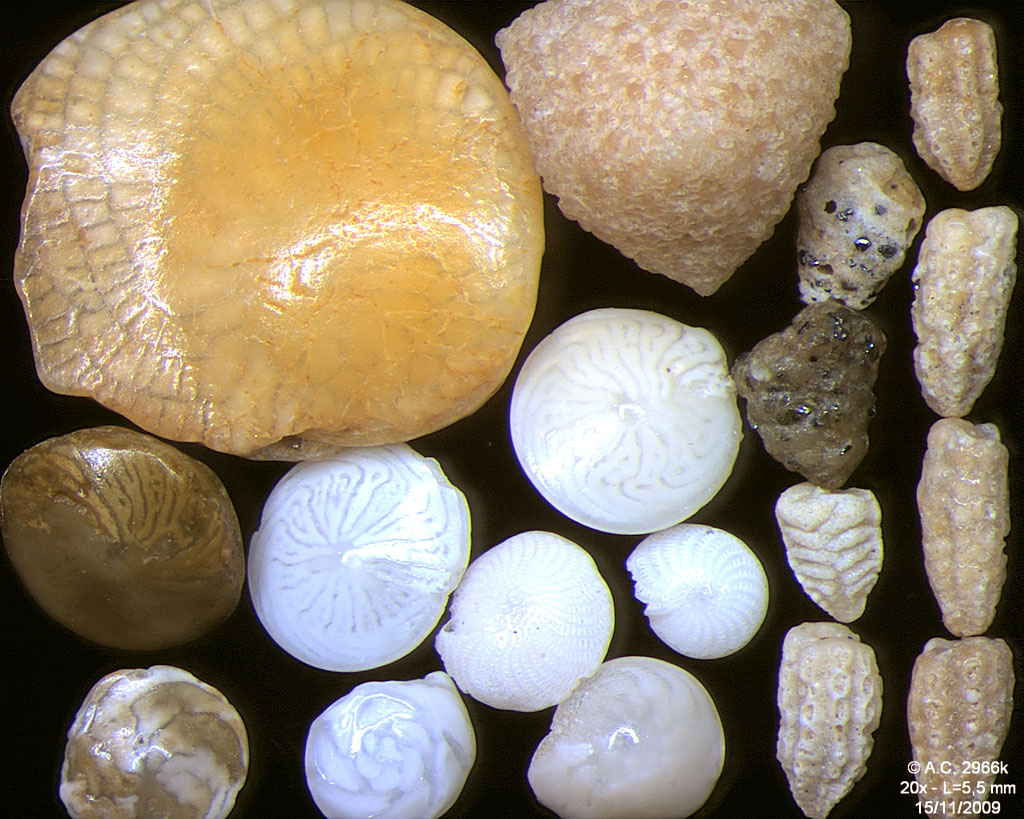
Foraminifera dell'Oceano Indiano, costa sud-est dell'isola di Bali, ampiezza campo immagine = 5,5 mm
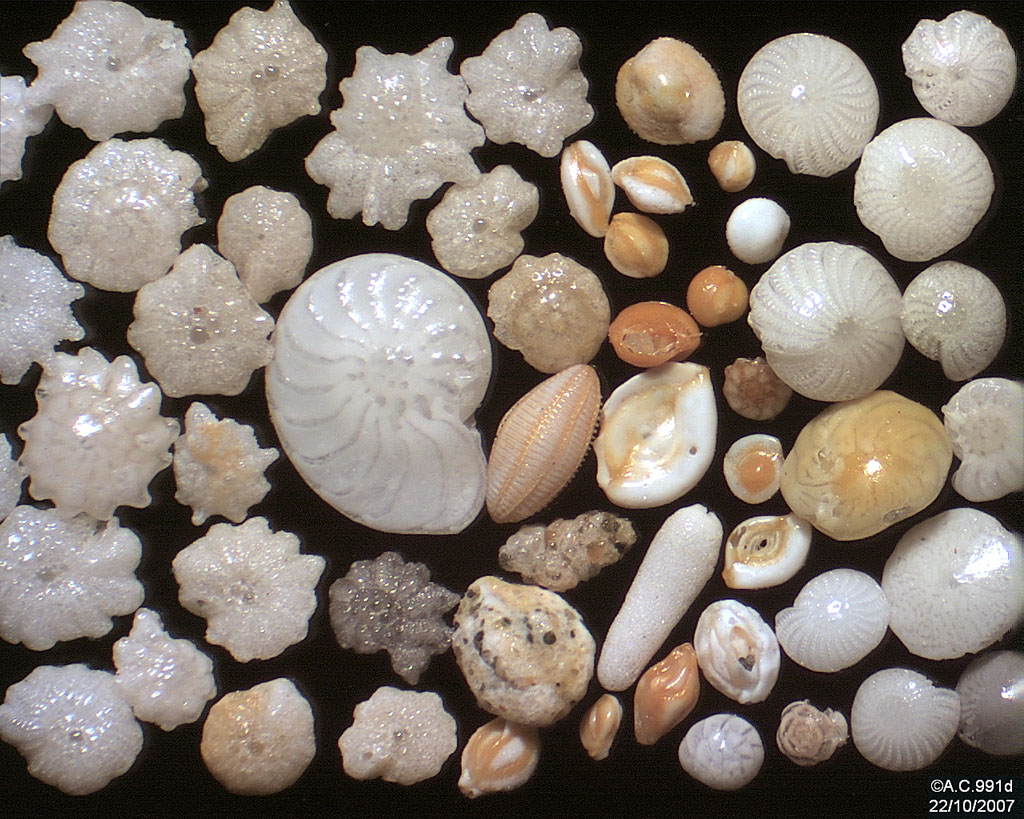
Foraminifera di Ngapali, Myanmar, ampiezza campo immagine = 5,22 mm
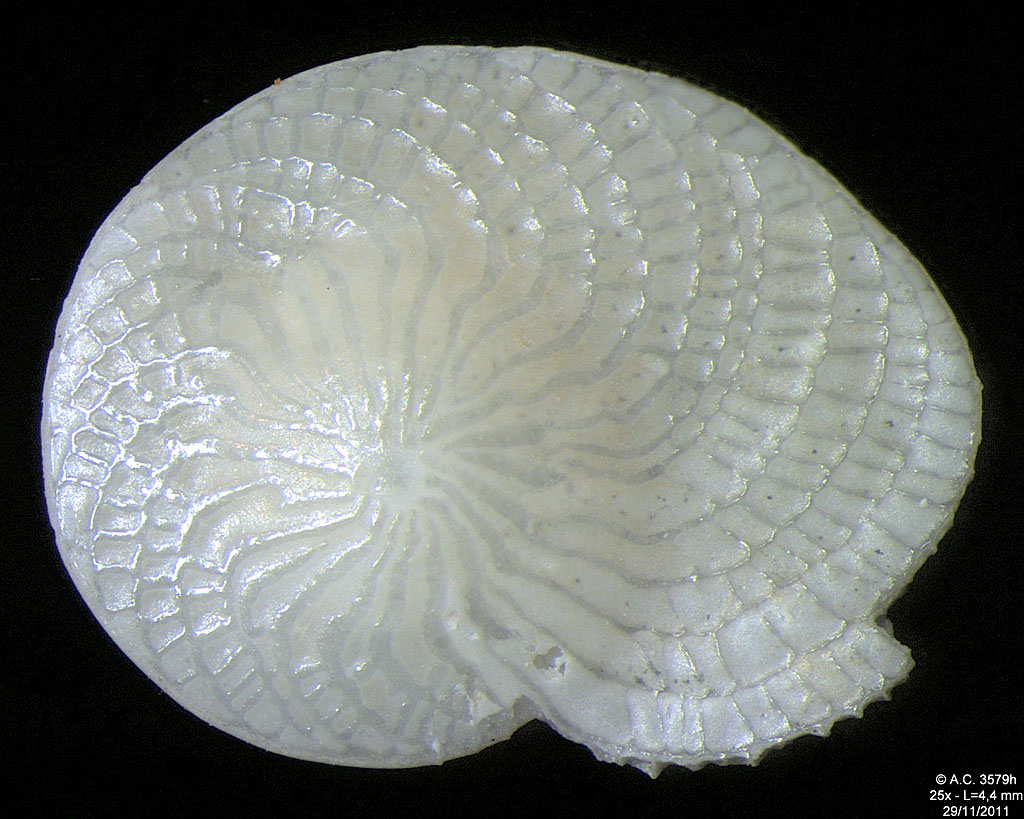
Foraminifera Heterostegina depressa, ampiezza campo immagine = 4,4 mm
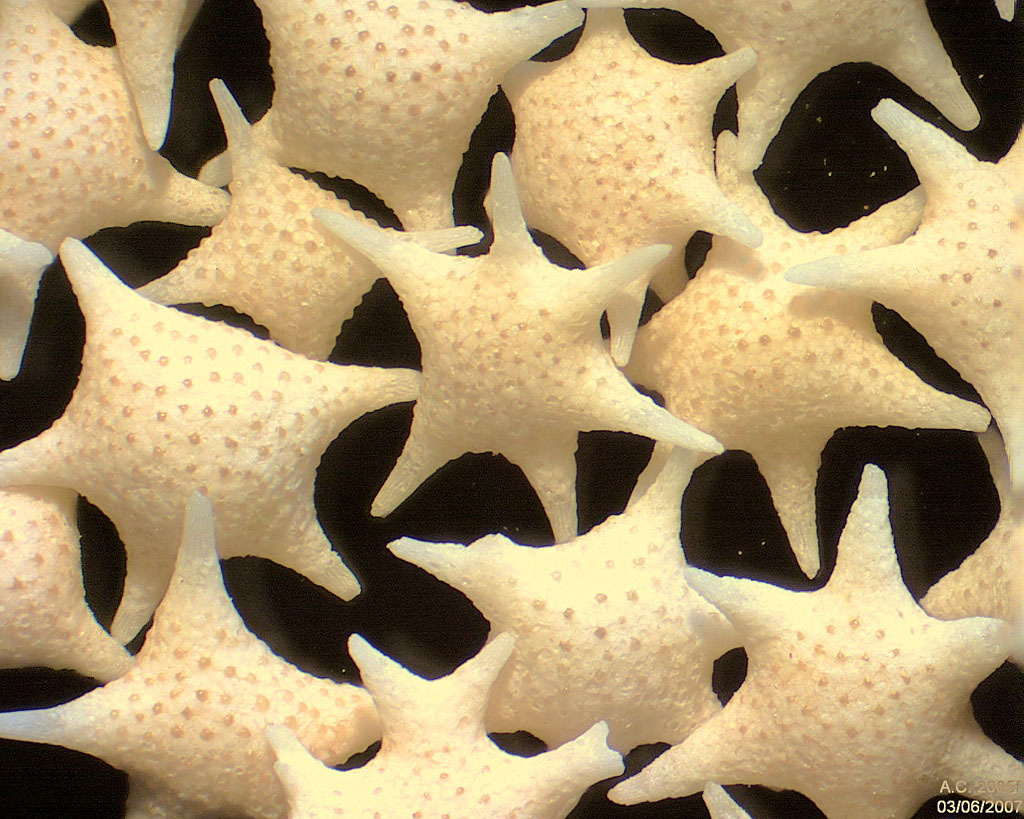
Foraminifera Baculogypsina sphaerulata dell'isola di Hatoma, in Giappone, ampiezza campo immagine = 5,22 mm.
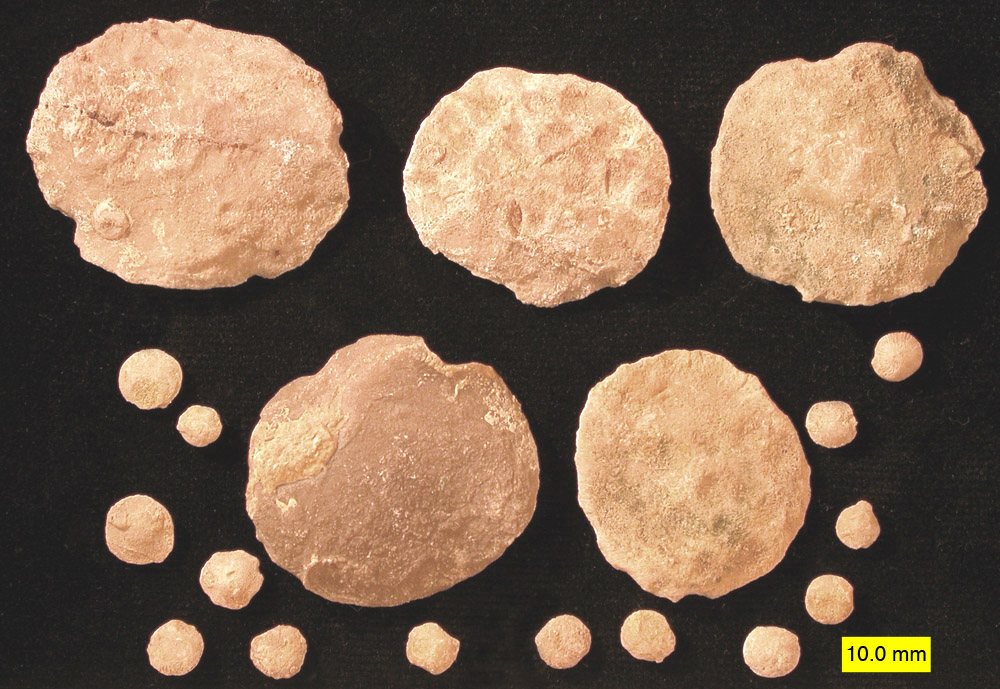
Foraminiferi fossili nummulitidi con individui microsferici e megalosferici; Eocene, dagli Emirati Arabi Uniti; scala in mm.
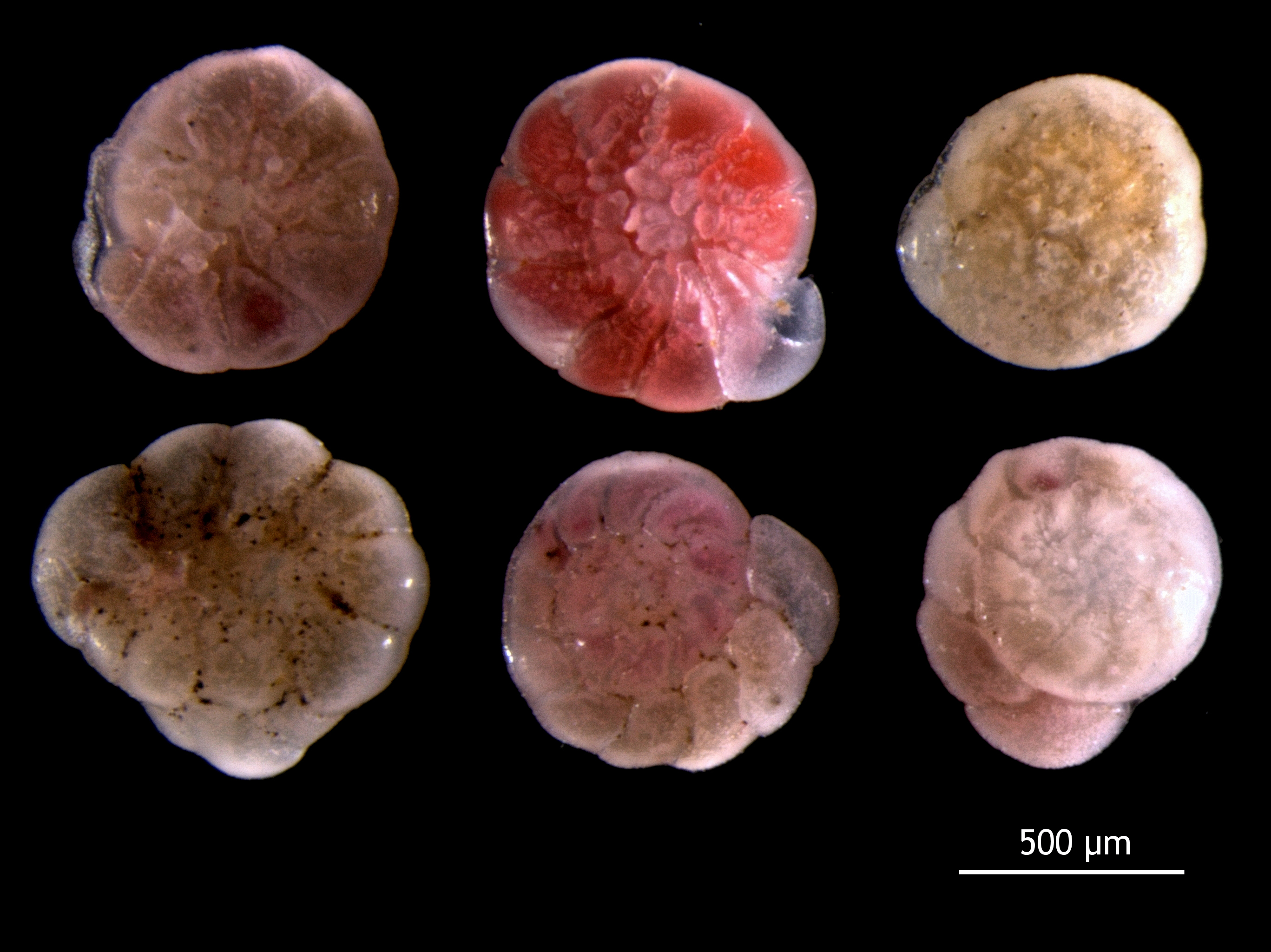
Ammonia beccarii, foraminifero bentonico del Mare del Nord.

### Foraminiferi planctonici
- Globigerina
- Globigerinoides
- Globoquadrina
- Globorotalia
- Neogloboquadrina
- Orbulina
- Pulleniatina

### Foraminiferi bentonici
- Fusulinidae
- Alveolina
- Nummulites
- Orbitolina
- Orbitoides